# Večno zelene
Večno zelene (s podnaslovom Z božično-novoletnega koncerta 2008) je album Društva godbenikov Zreče, ki je izšel na glasbeni CD plošči leta 2009 pri založbi Fancy music iz Slovenskih Konjic.

## O albumu
Na albumu so skladbe, ki jih je orkester izvedel na božično-novoletnem koncertu 25. decembra 2008.
Priložena mu je tudi zgibanka s kratko predstavitvijo orkestra.
Izšel je v nakladi 1000 izvodov.

## Seznam posnetkov
| CD              | CD                                                                                                | CD              | CD                                        | CD                            | CD      |
| Št.             | Naslov                                                                                            | Besedilo        | Glasba                                    | Priredba                      | Dolžina |
| --------------- | ------------------------------------------------------------------------------------------------- | --------------- | ----------------------------------------- | ----------------------------- | ------- |
| 1.              | „Slovenci‟                                                                                        |                 | D. Lorbek                                 |                               | 2:35    |
| 2.              | „Mini – maxi‟                                                                                     | D. Velkaverh    | J. Privšek                                |                               | 2:29    |
| 3.              | „30 let‟                                                                                          | D. Porenta      | J. Privšek                                | L. Leško                      | 4:02    |
| 4.              | „Med iskrenimi ljudmi‟                                                                            | D. Velkaverh    | M. Sepe                                   |                               | 3:12    |
| 5.              | „Venček slovenskih popevk: Ne čakaj na maj, Zvončki in trobentice, Slovenija, odkod lepote tvoje‟ |                 | B. Lesjak, T. Roš, V. Ovsenik, S. Avsenik | J. Privšek                    | 6:07    |
| 6.              | „Tam, kjer sem doma‟                                                                              | M. Košuta       | J. Privšek                                |                               | 3:09    |
| 7.              | „Maček v žaklju‟                                                                                  | M. Košuta       | J. Privšek                                | T. Završnik                   | 2:23    |
| 8.              | „Lepo je biti muzikant‟ (potpouri)                                                                |                 | V. Ovsenik, S. Avsenik                    | S. Rundel                     | 3:30    |
| 9.              | „Poletna noč‟                                                                                     | E. Budau        | M. Sepe                                   | F. Kuharič                    | 3:04    |
| 10.             | „Zato sem noro te ljubila‟                                                                        | M. Košuta       | J. Privšek                                |                               | 4:22    |
| 11.             | „Vrača se pomlad‟                                                                                 | E. Budau        | S. Stingl                                 | J. Privšek, P. Per, G. Prasel | 4:59    |
| 12.             | „Vem, da me rada imaš‟                                                                            |                 | R. Smolnikar                              | A. Skaza                      | 2:29    |
| Skupna dolžina: | Skupna dolžina:                                                                                   | Skupna dolžina: | Skupna dolžina:                           | Skupna dolžina:               | 42:43   |

## Sodelujoči

### Društvo godbenikov Zreče
- Avgust Skaza – dirigent
- Sandrine Zemljak – flavta
- Sandra Zupančič – flavta
- Veronika Kejžar – flavta
- Ervin Potnik – klarinet
- Dušan Videčnik – klarinet
- Urška Rebernak – klarinet
- Ivan Hrovat – klarinet
- Slavko Gaber – klarinet
- Anže Kovačec – klarinet
- Stanko Fijavž – klarinet
- Jože Povh st. – klarinet
- Davorin Črešnik – trobenta
- Jože Povh – trobenta
- Emil Gorenak – trobenta
- Matej Jančič – trobenta
- Žiga Kovačec – trobenta
- Tina Krajnik – trobenta
- Marjan Skaza – trobenta
- Zdenko Kovačec – trobenta
- Drago Beškovnik – trobenta
- Gregor Smogovc – trobenta
- Blaž Leskovar – trobenta
- Jure Skaza – trobenta
- Grega Preložnik – trobenta
- Ferdinand Smogovc – trobenta
- Boštjan Padežnik – trobenta
- Grega Skaza – saksofon
- Klara Skaza – saksofon
- Tadej Drobne – saksofon
- Davorin Hartman – tenor
- Jože Sadek – tenor
- Mitja Padežnik – tenor
- Dušan Jelenko – bariton
- Alen Ojcinger – bariton
- Pavel Skaza – bariton
- Karel Železinger – bariton
- Mitja Drozg – pozavna
- Iztok Leskovar – pozavna
- Vinko Hren – pozavna
- Gregor Hrovat – tuba
- Denis Kovše – bas kitara
- Matjaž Skaza – bobni
- Robi Preložnik – tolkala
- Janez Skaza – kitara
- Samo Jezovšek – klaviature

### Solisti
- Katarina Hren – vokal
- Matjaž Mrak – vokal
- Sandrine Zemljak – flavta

### Produkcija
- Matej Kovše – tonski mojster
- Studio Fancy music – produkcija
- Glasbeni atelje Coda Celje – izdelava